# 弯曲喇叭口螺
弯曲喇叭口螺（学名：Boysidia strophostoma）为虹蛹螺科喇叭螺属的动物。在中国大陆，分布于广东、广西、湖南、湖北等地，生活环境为陆地，常栖息于公园住宅附近的碎石堆草丛中以及潮湿多腐殖质的石灰岩地区。